# He Jing
He Jing, född den 10 oktober 1983 i Liaoning, Kina, är en kinesisk kanotist.
Hon tog bland annat VM-brons i K-4 1000 meter i samband med sprintvärldsmästerskapen i kanotsport 2006 i Szeged.